# Quido Dubský z Třebomyslic
Quido Dubský z Třebomyslic, německy též Guido Dubsky von Třebomyslic, celým jménem Quido Bohuslav Arnošt Dubský z Třebomyslic (19. března 1835 Brno – 22. února 1907 Vídeň), byl rakouský a moravský šlechtic z rodu Dubských z Třebomyslic a politik, v 2. polovině 19. století poslanec Říšské rady.

## Biografie
Pocházel z hraběcího rodu Dubských z Třebomyslic. Jeho otcem byl politik a statkář Emanuel Dubský z Třebomyslic. Původně působil v armádě a vyznamenal se během tažení v roce 1859, 1864 a 1866. V roce 1870 byl povýšen na majora. Armádu opustil v roce 1881 v hodnosti generálmajora a po smrti otce převzal správu rodového statku v Lysicích. Od roku 1894 byl prezidentem moravsko-slezského lesnického spolku a zasadil se o četná zlepšení v lesním hospodářství.
2. června 1882 byl zvolen na Moravský zemský sněm za kurii velkostatkářskou, II. sbor. Mandát obhájil v zemských volbách roku 1884, zemských volbách roku 1890, zemských volbách roku 1896, zemských volbách roku 1902 a zemských volbách roku 1906. Na sněmu zasedal do své smrti roku 1907.
Působil i jako poslanec Říšské rady (celostátního parlamentu Předlitavska), kam usedl ve volbách roku 1885 za kurii velkostatkářskou na Moravě. Mandát obhájil ve volbách roku 1891, volbách roku 1897 a volbách roku 1901. Ve volebním období 1885–1891 se uvádí jako hrabě Guido Dubsky, c. k. generálmajor a statkář, bytem Lysice.
Na Říšské radě se přidal ke klubu Spojené levice, který sdružoval několik ústavověrných politických proudů mezi rakouskými Němci. Tento klub se následně dočasně rozpadl, ale v roce 1890 se Dubský uvádí jako poslanec obnoveného klubu německých liberálů, nyní oficiálně nazývaného Sjednocená německá levice. I ve volbách roku 1891 byl na Říšskou radu zvolen za klub Sjednocené německé levice. Po volbách roku 1897 se uvádí jako ústavověrný velkostatkář. Do voleb roku 1901 šel jako kompromisní kandidát Strany ústavověrného velkostatku.
Oženil se roku 1877 s hraběnkou Alžbětou Kinskou z Vchynic a Tetova (1855–1942). Měli spolu tři dcery a jediného syna:
- Felicistas Bohumila (21. 3. 1880 Lysice – 6. 7. 1952 Vídeň), manž. 1909 Rudolf Doblhoff-Dier (9. 8. 1870 Weikersdorf – 9. 4. 1950 Baden)[14]
- Albrecht (12. 7. 1882 Lysice – 11. 10. 1962 Vídeň), manž. 1919 hraběnka Juliana Mitrovská z Nemyšle (15. 6. 1898 Dolní Rožínka – 4. 6. 1986 Vídeň)[14]
- Markéta (5. 5. 1885 Lysice – 12. 4. 1968 Vídeň), manž. 1910 hrabě Bedřich Adolf Kinský (5. 10. 1885 Spálov – 5. 2. 1956 Vídeň)[14]
- Kristýna (2. 10. 1894 Lysice – 14. 3. 1975 Bolzano), manž. 1922 baron Leopold Sternbach (24. 6. 1887 Třešť – 30. 7. 1957 Steindorf)[14]

Quido Dubský zemřel v únoru 1907 ve Vídni.